# Siddhaur
Siddhaur är en ort i Indien.   Den ligger i distriktet Bāra Banki och delstaten Uttar Pradesh, i den centrala delen av landet, 500 km sydost om huvudstaden New Delhi. Siddhaur ligger 120 meter över havet och antalet invånare är 10 745.
Terrängen runt Siddhaur är mycket platt. Runt Siddhaur är det tätbefolkat, med 683 invånare per kvadratkilometer. Närmaste större samhälle är Zaidpur, 9,9 km nordväst om Siddhaur. Trakten runt Siddhaur består till största delen av jordbruksmark.